# Banco Central de Kosovo
El Banco Central de la República de Kosovo (albanés: Banka Qendrore e Republikës së Kosovës) es el banco central de la República de Kosovo. Fue fundado en junio de 2008, el mismo año que Kosovo declaró su independencia de Serbia, con la aprobación de la Ley Nº 03/L-074 sobre el Banco Central de la República de Kosovo por la Asamblea de Kosovo. Antes de ser establecido como el Banco Central de Kosovo, funcionó como la Autoridad Bancaria Central de Kosovo (en albanés: Autoriteti Qendror Bankar me Kosovës). La divisa oficial de Kosovo es el euro, que fue adoptada de manera unilateral en el año 2002; sin embargo, Kosovo no es un miembro de la Eurozona. Su sede se encuentra en la capital de Kosovo, Pristina.

## Junta de gobierno y gobernadores del BCK

### Actual Junta de gobierno del Banco Central de Kosovo
- Sejdi Rexhepi - Presidente de la Junta de gobierno
- Bedri Hamza - Gobernador
- Mejdi Bektashi - Miembro de la Junta de gobierno
- Fatmir Plakiqi - Miembro de la Junta de gobierno[6]

### Lista de gobernadores del Banco Central de Kosovo
1. 2008-2010, Hashim Rexhepi
2. 2011-2013, Gani Gërguri
3. 2013-presente, Bedri Hamza